# Марье-Константиновка
Марье-Константиновка (укр. Мар'є-Костянтинівка) — село,
Ордо-Василевский сельский совет,
Софиевский район,
Днепропетровская область,
Украина.
Код КОАТУУ — 1225286605. Население по переписи 2001 года составляло 15 человек .

## Географическое положение
Село Марье-Константиновка находится на берегу реки Саксагань, выше по течению на расстоянии в 1 км расположено село Макорты, ниже по течению примыкает село Марьевка. Рядом проходит автомобильная дорога Т-0419.